# Зубчаста передача

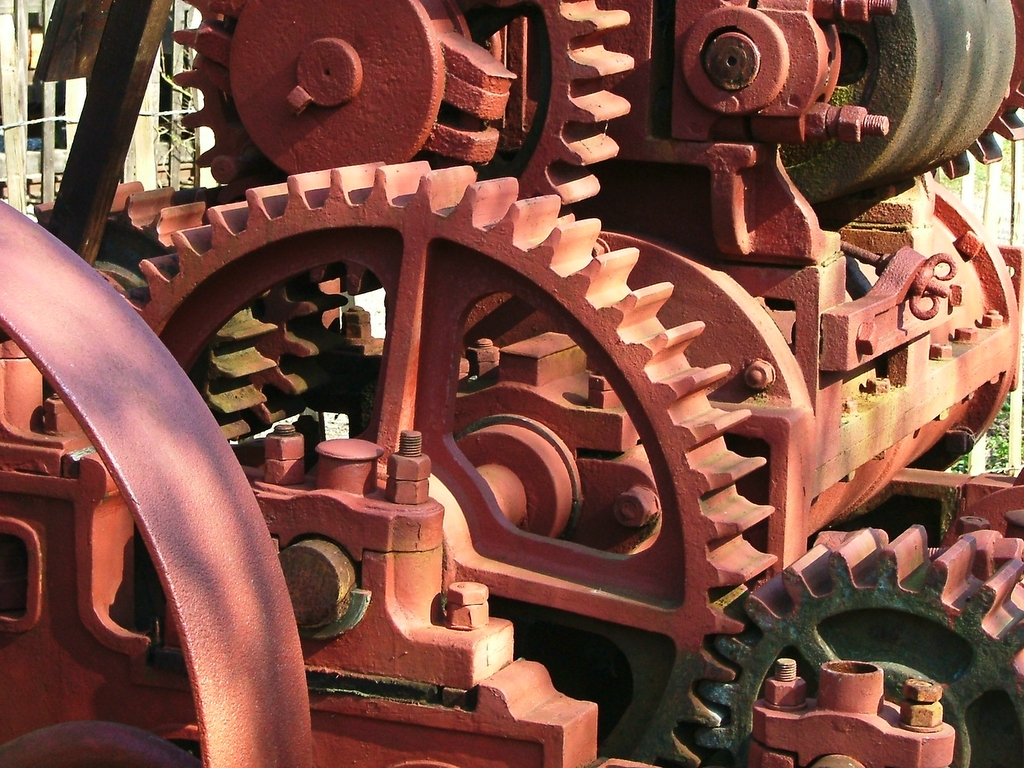
Зубчасті передачі у механізмі привода дробарки

Зу́бчаста переда́ча — механізм, що має два зубчасті колеса, які можуть повертатися навколо осей, їх відносні положення зафіксовано й одне зубчасте колесо повертає інше за допомогою послідовної дії зубців, які перебувають у контакті.

## Загальний опис
ДСТУ 3321-2003 визначає зубчастий передавач як «триланковий механізм, в якому дві рухомі ланки — зубчасті колеса, що утворюють із нерухомою ланкою обертову або поступну пару».
Зубчаста передача складається з приводного зубчастого колеса (зубчасте колесо із зубчастої передачі, яке обертає інше) і веденого зубчастого колеса (зубчасте колесо із зубчастої передачі, що обертається під дією іншого).
Зубчасте колесо із зубчастої передачі, яке має менше число зубців носить назву шестерня (англ. pinion). Зубчасте колесо із зубчастої передачі, яке має більше число зубців — колесо (спрощене «спряжене зубчасте колесо шестерні», коли термін явно використано на протилежність до «шестерні»; англ. roue).

## Основні переваги
1. Постійність передавального числа, яке залежить лише від числа зубів зубчастих коліс (u=z2/z1 , де u — передавальне число передачі; z1, z2 — число зубів відповідно ведучого та веденого зубчастих коліс).
2. Можливість передачі великих потужностей (до 50000 кВт).
3. Високий ККД (η = 0,97…0,985).
4. Малі габаритні розміри в порівнянні з іншими видами передач (фрикційними, пасовими та ін.).
5. Висока надійність та довговічність роботи.

## Основні недоліки
1. Необхідність використання складного обладнання для виготовлення зубів передач.
2. Неможливість здійснення безступінчастого регулювання швидкості.
3. Робота зубчастого передавача супроводжується шумом, особливо на високих швидкостях. Зубчасті передавачі можуть бути джерелом вібрації.

## Класифікація
- За передавальним відношенням:

Циліндрична зубчаста передача

Рейкова передача

  - з постійним передавальним відношенням;
  - зі змінним передавальним відношенням.
- За формою профілю зубців:
  - евольвентні;
  - колові (передача Новікова);
  - циклоїдні
- За типом зубців:
  - прямозубі;
  - косозубі;
  - шевронні;
  - криволінійні.
- За орієнтацією осей валів:
  - з паралельними осями (циліндричні передачі з прямими, косими і шевронними зубцями);
  - з осями, що перетинаються (конічні передачі);
  - з мимобіжними осями.
- За формою початкових поверхонь:
  - циліндричні;
  - конічні;
  - гіперболоїдні;
- За коловою швидкістю коліс:
  - тихохідні;
  - середньошвидкісні;
  - швидкохідні.
- За ступенем безпеки :
  - відкриті;
  - закриті.
- За відносним обертанням коліс і розміщенням зубців:
  - внутрішнє зачеплення (обертання коліс в одному напрямку);
  - зовнішнє зачеплення (обертання коліс в протилежних напрямках).

Рейкова передача — один із видів циліндричної зубчастої передачі, де радіус ділильного кола рейки рівний нескінченності. Застосовується для перетворення обертового руху в поступний і навпаки.
Гвинтові, черв'ячні і гіпоїдні відносяться до зубчасто-гвинтових передач. Елементи цих передач ковзають відносно один одного.

## Основні параметри зубчастих передач
- Циліндричні зубчасті передачі: Число зубців шестерні — {\displaystyle z_{1}\!}

Число зубців колеса — {\displaystyle z_{2}\!}
Модуль — {\displaystyle m\!}
Кут нахилу профіля зубця — {\displaystyle \beta \!} ({\displaystyle \beta =0^{\circ }\!} — для прямозубих коліс, {\displaystyle \beta =8...20^{\circ }\!} — для косозубих коліс, {\displaystyle \beta =25...30^{\circ }\!} — для шевронних коліс)
передавальне відношення — {\displaystyle i\!}
- Рейкові зубчасті передачі: Число зубців колеса — {\displaystyle z\!}

Модуль — {\displaystyle m\!}
Кут нахилу лінії зубця, рейки — {\displaystyle \beta \!} ({\displaystyle \beta =0^{\circ }\!} — для прямозубих коліс, {\displaystyle \beta =8...20^{\circ }\!} — для косозубих коліс, {\displaystyle \beta =25...30^{\circ }\!} — для шевронних коліс)
- Конічні зубчасті передачі: Число зубців шестерні — {\displaystyle z_{1}\!}

Число зубців колеса — {\displaystyle z_{2}\!}
Зовнішній коловий модуль — {\displaystyle m_{e}\!}
передавальне відношення — {\displaystyle i\!}
- Черв'ячні передачі: Модуль — {\displaystyle m\!}

Коефіцієнт діаметра черв'яка — {\displaystyle q\!}
Число витків черв'яка — {\displaystyle z_{1}\!}
Вид червя'ка — (архімедовий, евольвентний, конволютний та циліндричний)
передавальне відношення — {\displaystyle i\!}

## Складні зубчасті механізми

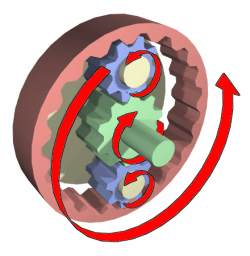
Зубчаста планетарна передача

Складними зубчастими механізмами називаються механізми з зубчастими передавачами з числом зубчастих коліс більше двох. Це можуть бути механізми з оригінальними структурними схемами або механізми, утворені послідовним і (чи) паралельним сполученням типових зубчастих передач.
Механізми, у яких кінематичні ланцюги утворюють один або декілька замкнутих контурів і у яких вхідний потік механічної потужності в процесі передачі і перетворення ділиться на декілька потоків, а потім сумується на вихідній ланці, називаються багатопотоковими механізмами. Розподіл зусиль, що передаються між декількома кінематичними парами зменшує навантаження на елементи пар, що дозволяє істотно зменшувати габарити та масу механізмів. Багатоточкова взаємодія ланок механізму істотно збільшує його жорсткість, а також, за рахунок усереднення похибок і зазорів, зменшує «мертву зону» і кінематичну похибку механізму, але при цьому знижує коефіцієнт корисної дії. За рахунок утворення в структурі механізму внутрішніх контурів число надлишкових зв'язків у механізмі зростає. Тому, при виготовленні та складанні механізму слід або забезпечувати вищу точність виготовлення деталей, або при проектування закладати більші зазори в кінематичних парах.
Складні зубчасті механізми, в яких вісь хоча б одного колеса є рухомою, називаються планетарними передачами.

## Матеріали для виготовлення зубчастих передавачів
Для виготовлення зубчастих передавачів матеріали вибираються з урахуванням необхідності забезпечення міцності, довговічності та технологічності конструкцій зубчастих коліс. Основними матеріалами, з яких виготовляють зубчасті передавачі, є: сталь, чавун, полімери.
Найчастіше для виготовлення зубчастих передавачів для передавання середньої потужності без значних динамічних навантажень, використовуються конструкційні сталі марок 35,40,45,50,50Г,40Х,40ХН.
Для виготовлення особливо відповідальних зубчастих передавачів, що працюють при ударних навантаженнях, використовують леговані сталі марок 45ХН,40ХНМА,12ХНЗА та ін.
Для тихохідних зубчастих передавачів, що працюють при спокійному навантаженні, використовують чавуни марок СЧ 15, СЧ 21, СЧ 28 та ін.
Із полімерів для виготовлення зубчастих передавачів найчастіше використовують текстоліт, нейлон, капрон або аналоги.
З метою зниження шуму, шестерня швидкохідного зубчастого передавача виготовляється з металу (сталь, чавун), а колесо з текстоліту. В приладобудуванні зубчасті передачі виготовляють із кольорових металів та їх сплавів (мідь, латунь, бронза, дюралюміній тощо).